# 1500
1500 (MD) byl přestupný rok, který dle juliánského kalendáře započal středou. 
Podle islámského kalendáře započal dne 6. srpna rok 906. Podle židovského kalendáře došlo k přelomu let 4746 a 4747. 
1500 – rok stanovený IUCN jako předěl pro moderně vyhynulé taxony; tzv. recentně vyhynulý taxon.

## Události

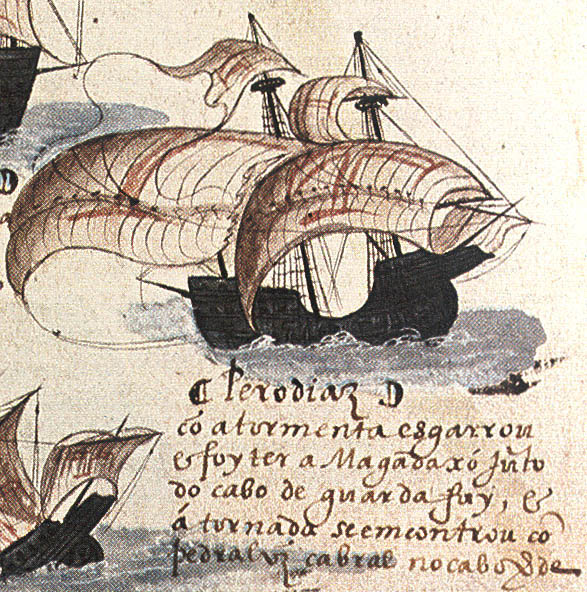
Flotila portugalského mořeplavce Diogo Diase, který při cestě do Indie objevil Madagaskar

- 5. ledna – Ludovico Sforza získal zpět Milán, brzy o něj ale zase přijde
- 26. ledna – španělský mořeplavec Vicente Yáñez Pinzón jako první Evropan objevil Brazílii
- 17. února – Bitva u Hemmingstedtu: dánská armáda neuspěla při pokusu dobýt rolnickou republiku Dithmarschen
- 21. dubna – portugalský mořeplavec Pedro Álvares Cabral doplul do Brazílie, kterou prohlásil za portugalské území
- 10. srpna – Diogo Dias objevil ostrov, který pojmenoval „Svatý Vavřinec“ (podle svátku svatého v den, kdy ostrov zpozoroval poprvé), později začal být ostrov znám pod jménem Madagaskar.
- 11. listopadu – Granadský mír – Ludvík XII. a Ferdinand II. Aragonský si rozdělili Neapolské království
- 16. listopadu – Go-Kašiwabara nahrazuje Go-Cučimikada a stává se 104. japonským císařem
- 24. prosince – Obléhání hradu Sv. Jiří – tímto dnem bitva končí. Ostrov Kefalonie byl dobyt benátsko-španělskou flotou.
- 31. prosince – v Benátkách byly vytištěny poslední inkunábule

### Neznámé datum
- Evropská populace dosahuje počtu 56,7 milionu obyvatel
- Lukáš Pražský zvolen biskupem Jednoty bratrské
- vyšlo Vladislavské zřízení zemské – zákoník zajišťující šlechtě výsadní postavení v Českém království
- Leonardo da Vinci sestavil hygrometr (přibližné datum)
- bitva u Lepanta – Svatá liga poráží osmanskou flotu, ale přesto později Turci získali Modon, Lepanto a Koron
- císař Maxmilián I. Habsburský jmenoval příslušníka rodiny Taxisů, Franze von Taxis, generálním říšským poštmistrem

### Probíhající události
- 1499–1504 – Druhá italská válka

## Vědy a umění
- první pokusy o koksování kamenného uhlí

## Narození

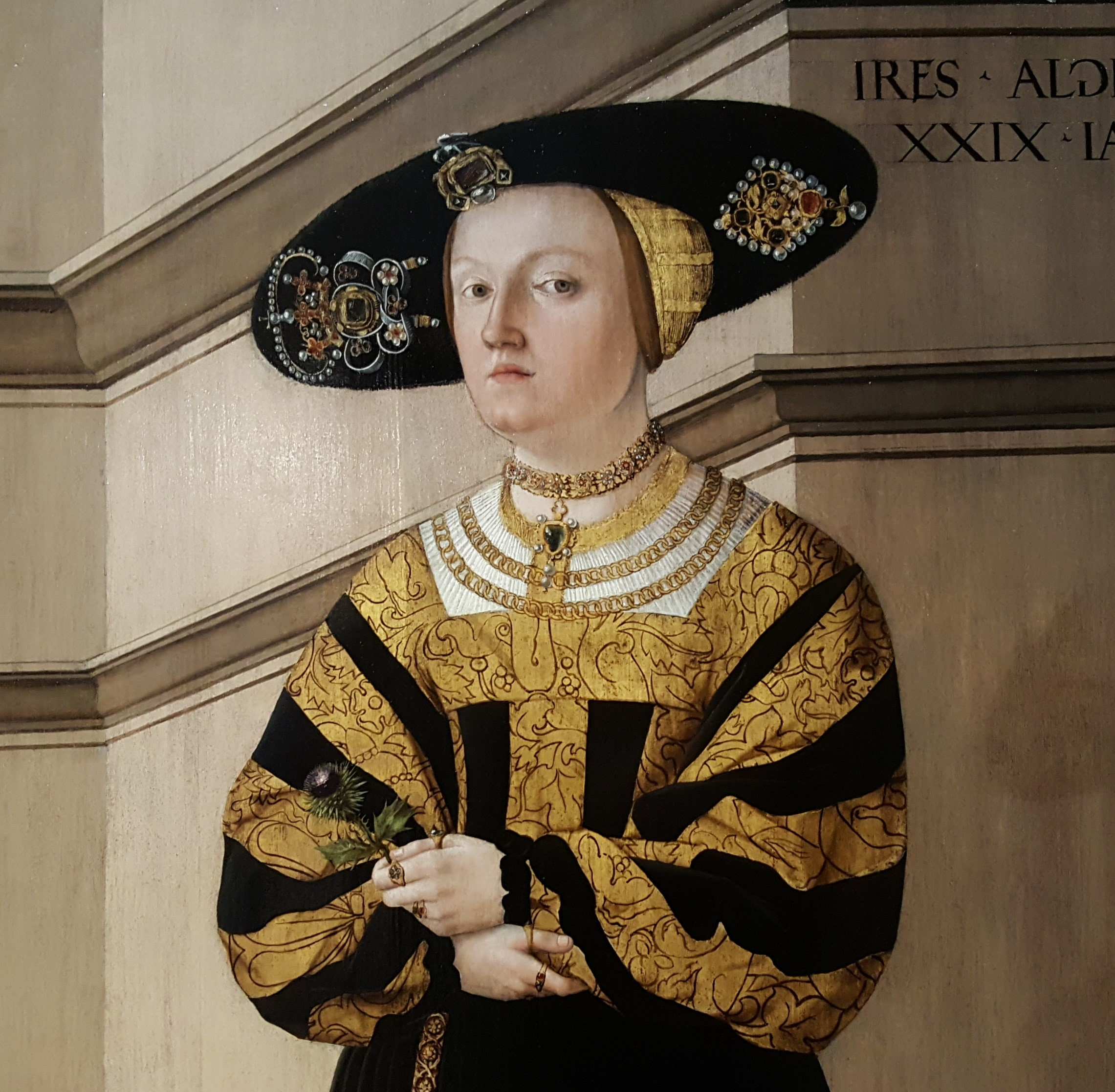
Anna z Rožmitálu (* 1500)

### Česko
- Kašpar II. z Nostic, šlechtic z lužického rodu Nosticů († 22. března 1588)
- Anna z Rožmitálu, šlechtična z rodu pánů z Rožmitálu († 13. prosince 1563)
- Jan Augusta, biskup Jednoty bratrské († 13. ledna 1572)
- Jan Táborský z Klokotské Hory, český učenec a spisovatel († 1572)

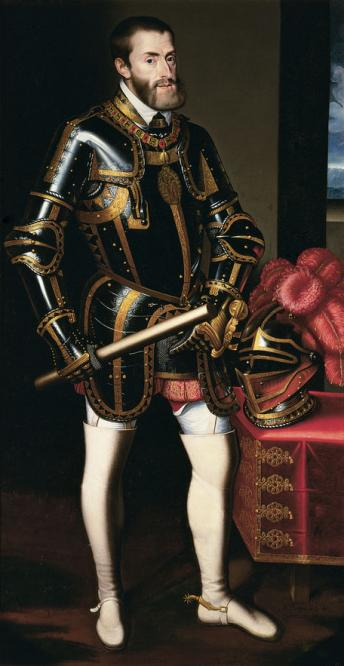
Karel V. (* 24. února)

### Svět
- 6. ledna – Jan z Avily, španělský římskokatolický kněz, teolog a světec († 10. května 1569)
- 7. února – João de Castro, portugalský mořeplavec († 6. června 1548)
- 3. března – Reginald Pole, anglický římskokatolický kardinál († 17. listopadu 1558)
- 24. února – Karel V., císař Svaté říše římské a král španělský († 21. září 1558)
- 12. dubna – Joachim Camerarius starší, německý klasický umělec († 17. dubna 1574)
- 17. května – Louise Borgia, francouzská šlechtična a vévodkyně z Valois († 1553)
- 5. července – Paris Bordone, italský malíř († 19. ledna 1570/1571)
- 3. listopadu – Benvenuto Cellini, italský zlatník, sochař a spisovatel († 13. února 1571)
- neznámé datum
  - Augustín Sbardelatti, diecézní biskup původem z Benátek († 10. srpna 1552)
  - Bartolomeo Scappi, italský renesanční kuchař a první kuchařská celebrita († 13. dubna 1577)
  - Hernando de Alarcón, španělský mořeplavec († ?)
  - Ruy Lopez de Villalobos, španělský mořeplavec († 4. dubna 1544)
  - Hugh Willoughby, anglický mořeplavec a průzkumník († 1554)
  - Cristóbal de Morales, španělský hudební skladatel († 1553)
  - Sebald Beham, německý malíř a rytec († 22. listopadu 1550)
  - Martin Bošňák, slovenský básník a bojovník proti Turkům († 7. září 1566)
  - Hafsa Sultan, osmanská princezna a nejmladší dcera sultána Selima II. († 10. července 1538)

## Úmrtí

### České země
- 23. ledna – Matěj Kunvaldský, první biskup jednoty bratrské (* 1442)
- 30. srpna – Viktorín z Poděbrad, minsterberský a opavský kníže, hrabě kladský a syn krále Jiřího z Poděbrad (* 29. května 1443)
- ? – Oldřich Trnavský z Boskovic, moravský šlechtic z rodu pánů z Boskovic (* ?) Albrecht III. Saský († 12. září)

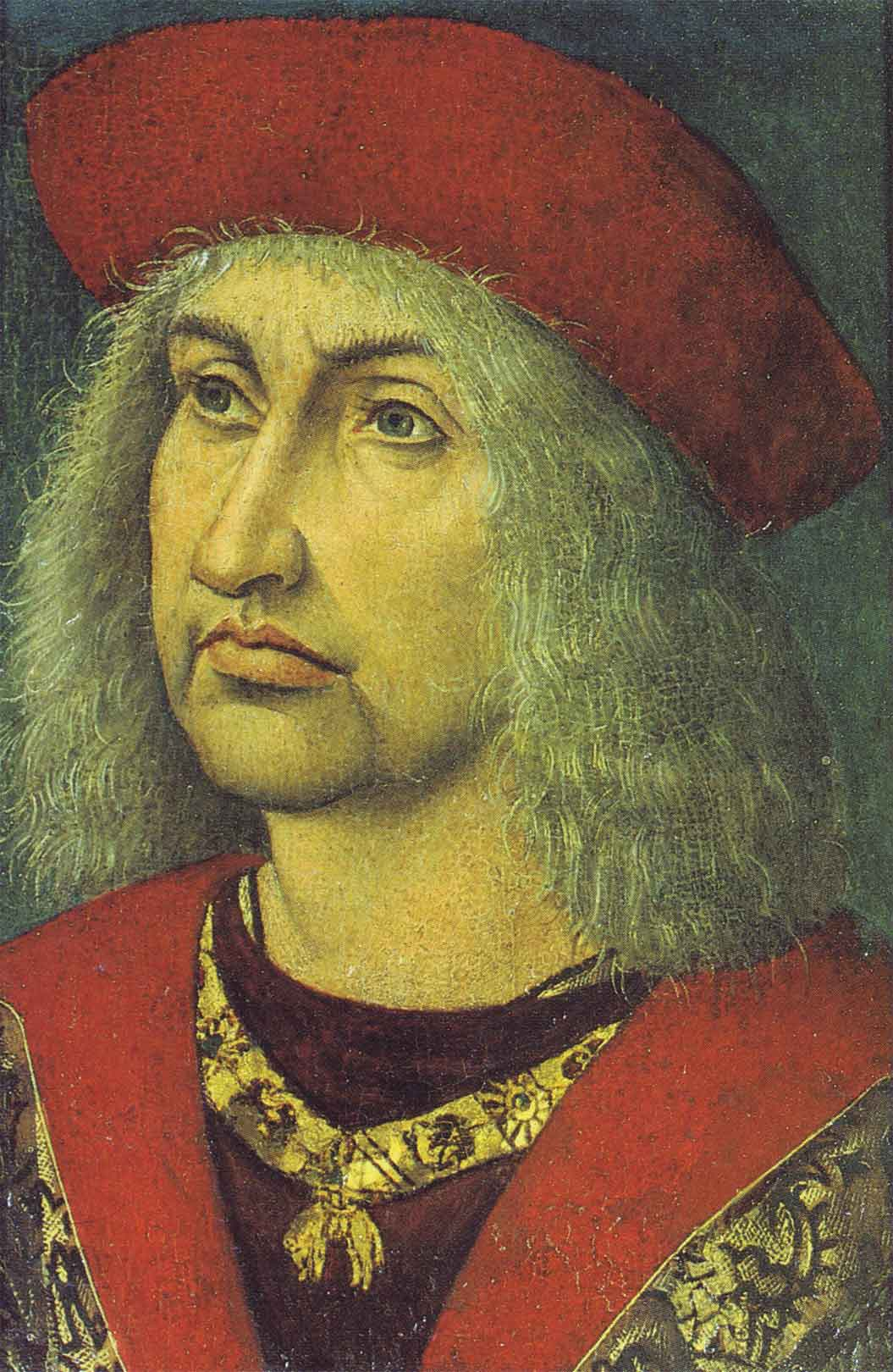
Albrecht III. Saský († 12. září)

### Svět
- 25. března – Gaston II. z Foix-Candale, francouzský šlechtic a hrabě z Kendalu a Benauges (* 1448)
- 29. května – Bartolomeu Dias, portugalský mořeplavec (* asi 1450)
- 19. června – Edmund Tudor, vévoda ze Somersetu, anglický princ a syn krále Jindřicha VII. (* 21. února 1499)

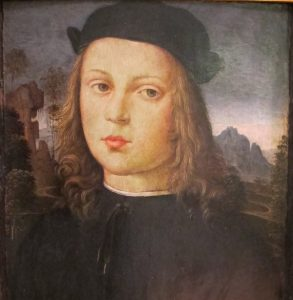
Alfons Aragonský († 18. srpna)

- Alfons Aragonský († 18. srpna)18. srpna – Alfons Aragonský, španělský princ (* 1481)
- 12. září – Albrecht III. Srdnatý, kníže saský, markrabě míšeňský, zemský správce Fríska (* 31. července 1443)
- 15. září – John Morton, arcibiskup z Canterbury (* 1420)
- 21. října – Go-Cučimikado, japonský císař (* 1442)
- neznámé datum
  - Neroccio de’Landi, italský malíř a sochař (* 1447)
  - Čchen Sien-čang, čínský neokonfuciánský filozof (* 1428)

## Hlavy států

### Evropa
| Název mocnosti                       | Vládce/název funkce                                  | Období vlády |
| ------------------------------------ | ---------------------------------------------------- | ------------ |
| STŘEDNÍ EVROPA                       |                                                      |              |
| Svatá říše římská Německé království | Maxmilián I., král a císař                           | 1486–1519    |
| Uherské království České království  | Vladislav Jagellonský, král                          | 1490–1516    |
| Polské království                    | Jan I. Olbracht, král                                | 1492–1501    |
| FRANCIE                              |                                                      |              |
| Francouzské království               | Karel VIII., král                                    | 1483–1515    |
| Vévodství Anjou                      | Luisa Savojská, vévodkyně                            | 1476–1531    |
| Vévodství Auvergne                   | Jan III., vévoda                                     | 1494–1501    |
| Hrabství Boulogne                    | Jan III., vévoda                                     | 1497–1501    |
| Bretaňské vévodství                  | Anna Bretaňská, vévodkyně                            | 1488–1514    |
| Monako                               | Jean II. Monacký, lord                               | 1494–1505    |
| Nevers                               | Engelbert z Nevers, hrabě                            | 1491–1506    |
| BRITSKÉ OSTROVY                      |                                                      |              |
| Anglické království                  | Jindřich VII. Tudor, král                            | 1485–1509    |
| Skotské království                   | Jakub IV. Skotský, král                              | 1488–1513    |
| Airgíalla                            | Rossa mac Maghnusa, král                             | 1497–1513    |
| Východní Breifne                     | John, vládce                                         | 1491–1510    |
| Západní Breifne                      | Eóghan Ó Ruairc, král                                | 1500–1528    |
| Leinster                             | Muircheartach mac Donnchadh mac Murchadha Caomhánach | 1478–1512    |
| Magh Luirg                           | Cormac mac Diarmata, král                            | 1499–1528    |
| Síol Anmchadha                       | Breasal Ó Madadhan, lord                             | 1479–1526    |
| PYRENEJSKÝ POLOOSTROV                |                                                      |              |
| Španělské království                 | Isabela I. Kastilská, královna                       | 1474–1504    |
| Portugalské království               | Manuel I.,král                                       | 1495–1521    |
| Navarrské království                 | Kateřina Navarrská, královna                         | 1483–1517    |
| Hrabství Ribagorza                   | Juan II. de Ribagorza, hrabě                         | 1485–1512    |
| ZÁPADNÍ EVROPA                       |                                                      |              |
| Flanderské hrabství                  | Filip I. Kastilský, hrabě                            | 1482–1506    |
| ITÁLIE                               |                                                      |              |
| Markrabství Mantua                   | Francesco II. Gonzaga, markýz                        | 1484–1519    |
| Vévodství Massa a Carrara            | Alberico II. Malaspina, markýz                       | 1481–1519    |
| Modenské vévodství                   | Herkules I. Estenský, vévoda                         | 1471–1505    |
| Montferratské vévodství              | Vilém IX. z Montferratu, vévoda                      | 1494–1518    |
| Papežský stát                        | Alexandr VI., papež                                  | 1492–1503    |
| San Marino                           | Francesco di Girolamo Belluzzi, dóže                 | 1500–1501    |
| Toskánské velkovévodství             | Cosimo I. Medicejský, velkovévoda                    |              |
| Benátská republika                   | Agostino Barbarigo, dóže                             | 1486–1501    |
| Neapolské království                 | Fridrich Neapolský, král                             | 1496–1501    |
| Sicilské království                  | Ferdinand II. Aragonský, král                        | 1468–1516    |
| BALKÁN                               |                                                      |              |
| Maltézský řád – Rhodos               | Pierre d'Aubusson, velký vůdce                       | 1476–1503    |
| Vévodství Naxos                      | Francesco III. Crispo, vévoda                        | 1500–1511    |
| Chorvatské království                | Vladislav Jagellonský, král                          | 1490–1516    |
| Republika Dubrovník                  | Džono Andra Bobali, rektor                           | 1500–1501    |
| SEVERNÍ EVROPA A SKANDINÁVIE         |                                                      |              |
| Kalmarská unie                       | Jan I. Dánský                                        | 1481–1501    |
| VÝCHODNÍ EVROPA                      |                                                      |              |
| Krymský chanát                       | Mengli I. Geraj, chán                                | 1478–1515    |
| Kazaňský chanát                      | Ghabdellatif, chán                                   | 1496–1502    |
| Moldávie                             | Štěpán III. Veliký, vojvoda                          | 1457–1504    |
| Moskevské velkoknížectví             | Ivan III. Veliký, velkokníže                         | 1462–1505    |
| Kasimovský chanát                    | Satylghan ibn Nur Daulat, chán                       | 1491–1506    |
| Valašské knížectví                   | Radu IV., kníže                                      | 1495–1508    |
| EURASIE – KAVKAZ                     |                                                      |              |
| Království Imereti                   | Alexandr II., král                                   | 1478–1510    |
| Království Kakheti                   | Alexandr I., král                                    | 1476–1511    |
| Království Kartli                    | Konstantin II., král                                 | 1478–1505    |

### Asie
| Název mocnosti         | Vládce/název funkce  | Doba vlády |
| ---------------------- | -------------------- | ---------- |
| RUSKO                  |                      |            |
| Velká horda            | Šejk Ahmád, chán     | 1499–1502  |
| Sibiřský chanát        | Abalak, chán         | 1496–1501  |
| ZÁPADNÍ ASIE           |                      |            |
| Osmanská říše          | Bajezid II., sultán  | 1481–1512  |
| VÝCHODNÍ ASIE          |                      |            |
| Čína – Dynastie Ming   | Chung-č’, císař      | 1487–1505  |
| Šógunát Ašikaga        | Go-Kašiwabara, císař | 1500–1526  |
| Království Rjúkjú      | Shō Shin, král       | 1477–1526  |
| Korea – Dynastie Čosón | Yeonsangun, král     | 1494–1506  |
| Mongolsko              | Dajan-chán           | 1478–1516  |